# Thrix nisibis
Thrix nisibis är en fjärilsart som beskrevs av De Nicéville 1895. Thrix nisibis ingår i släktet Thrix och familjen juvelvingar. Inga underarter finns listade i Catalogue of Life.